# Semendwa
Semendwa ou Semendua est une localité du territoire de Kutu dans la province du Mai-Ndombe au Congo-Kinshasa.

## Géographie
Elle est desservie par la route RP208 à 88 km au sud du chef-lieu territorial Kutu.

## Histoire
Une école biblique protestante est construite à Semendwa où se trouve par la mission centrale suédoise au début du XXe siècle.

## Administration
Localité de 10 503 électeurs enrôlés pour les élections de 2018, elle a le statut de commune rurale de moins de 80 000 électeurs, elle aura 7 conseillers municipaux.